# St. Magnus (Leuterschach)

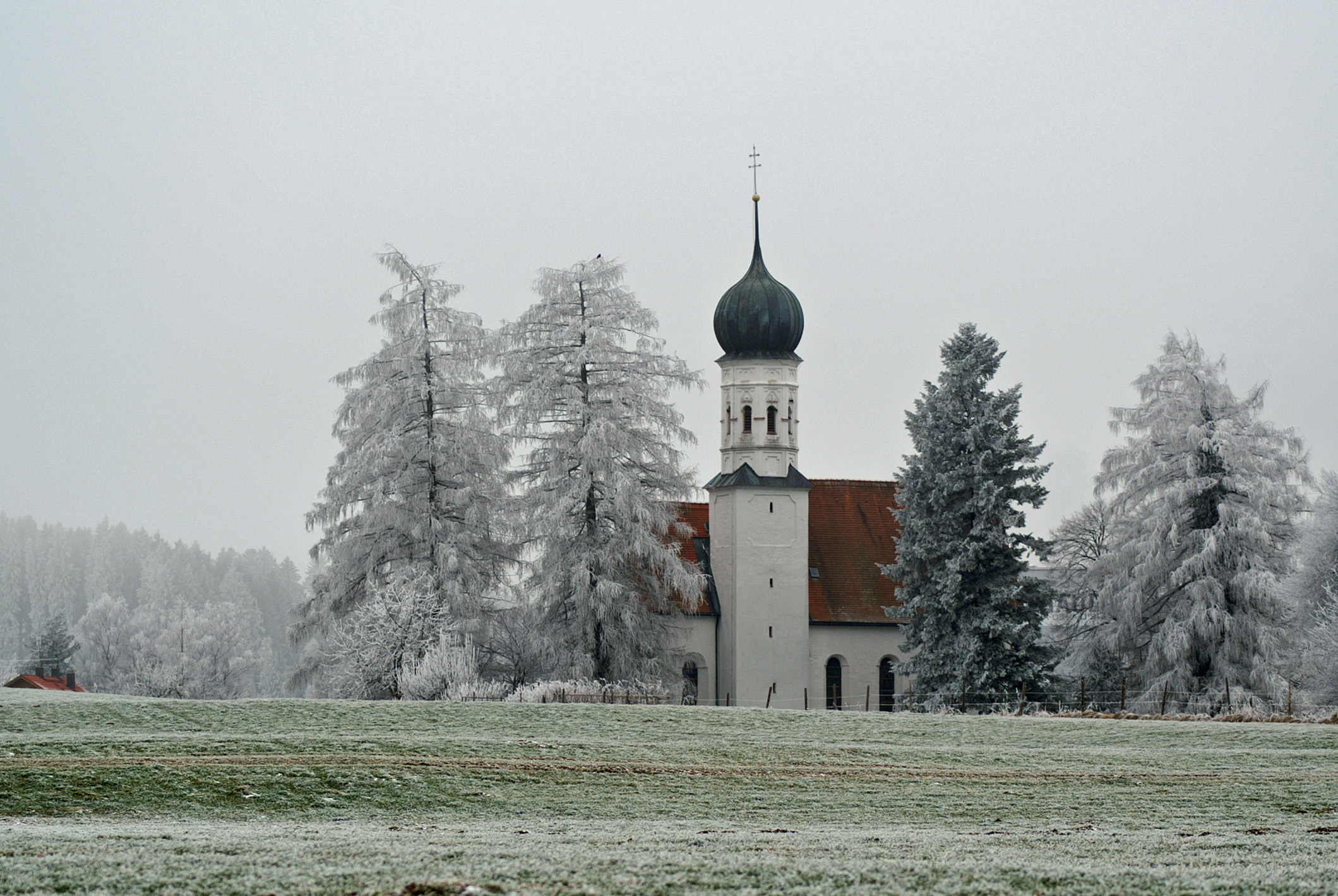
St. Magnus in Leuterschach

Die römisch-katholische Wallfahrtskirche St. Magnus steht in Leuterschach, einem Gemeindeteil von Marktoberdorf im schwäbischen Landkreis Ostallgäu in Bayern. Das denkmalgeschützte Bauwerk ist in der Liste der Baudenkmäler in Marktoberdorf unter der Nummer D-7-77-151-61 eingetragen. Die Kirche gehört zur Pfarreiengemeinschaft Marktoberdorf im Dekanat Marktoberdorf des Bistums Augsburg.

## Beschreibung
Wegen der blühenden Wallfahrt zum Einsiedler Magnus von Füssen wurde 1681 eine Saalkirche errichtet, deren Entwurf Caspar Feichtmayr zugeschrieben wird. Sie besteht aus einem Langhaus, das 1753 erhöht wurde, einem eingezogenen, dreiseitig geschlossenen Chor im Südosten, einem Chorflankenturm auf quadratischem Grundriss an der Nordostwand des Chors und der ihm gegenüber liegenden Sakristei. Der Chorflankenturm wurde mit einem achteckigen Geschoss aufgestockt, das den Glockenstuhl beherbergt, und mit einer Zwiebelhaube bedeckt. 
Der Innenraum des Langhauses ist mit einer Flachdecke überspannt, der des Chors mit einem Stichkappengewölbe. Die Deckenmalereien und den Stuck hat 1753 Anton Joseph Walch gestaltet. Sie wurden 1908/09 von Oswald Völkel teilweise erneuert. Das Fresko im Chor mit Magnus von Füssen blieb erhalten. Der um 1682 gebaute Hochaltar wird Johann Pöllandt zugeschrieben. Die Altarretabel der Seitenaltäre hat Johann Heel bemalt.